# Norbert Volk
Norbert Volk (* 27. Juni 1958 in Weißenfels) ist ein deutscher Politiker (FDP). Er war von 2002 bis 2006 Abgeordneter im Landtag von Sachsen-Anhalt.

## Biografie
Norbert Volk studierte an der Technischen Universität Ilmenau und erhielt dort einen Abschluss als Diplomingenieur, anschließend 1988 einen Doktorgrad.
Volk trat 1988 der DDR-Blockpartei LDPD bei. Er gehörte dem Landtag von Sachsen-Anhalt in der 4. Wahlperiode von 2002 bis 2006 an. Er war stellvertretender Kreisvorsitzender seiner Partei im Burgenlandkreis und stellvertretender Landesvorsitzender in Sachsen-Anhalt.
Seit der Wahl am 25. Mai 2014 ist Norbert Volk Mitglied des Stadtrates der Stadt Weißenfels und hat sich dort der CDU/FDP-Fraktion angeschlossen. Er ist zudem 2. Stellvertretender Stadtratsvorsitzender.